# Wierzby o zachodzie słońca
Wierzby o zachodzie słońca (hol. Knotwilgen bij zonsondergang, ang. Willows at Sunset) to tytuł obrazu olejnego namalowanego przez holenderskiego malarza Vincenta van Gogha na jesieni 1888 podczas jego pobytu w Arles. Nr kat.: F 572, JH 1597.

## Opis
W tym dramatycznym malowidle van Gogh połączył kilka zjawisk natury, które pobudzały jego wyobraźnię. Słońce było symbolem życia, ale kiedy zachodziło, stawało się symbolem śmierci, natomiast wierzby były symbolem życia odradzającego się co roku. Obraz mógł być przypuszczalnie studium do obrazu Siewca III z czerwonym, zachodzącym słońcem w tle oraz siewcą i drzewem na pierwszym planie.